# Bernard Bolzano

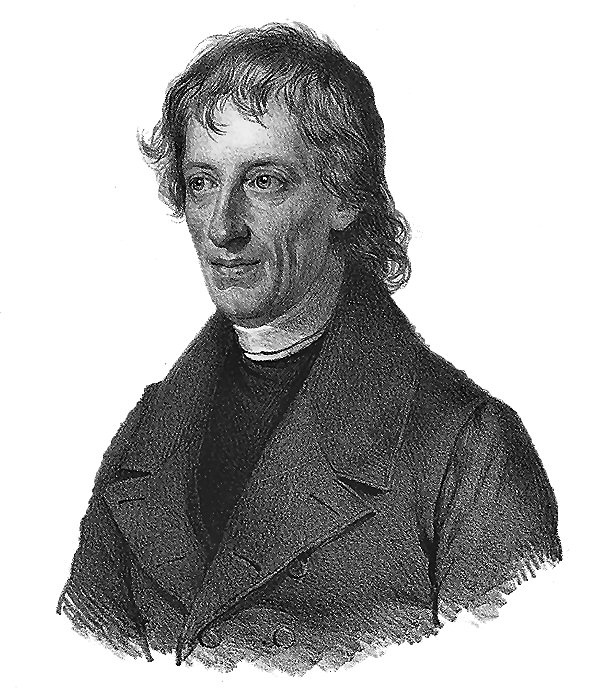
Bernard Bolzano

Bernard Placidus Johann Nepomuk Bolzano (Praag, 5 oktober 1781 – aldaar, 18 december 1848) was een Oostenrijks wiskundige, filosoof en theoloog. De Stelling van Bolzano en de Stelling van Bolzano-Weierstrass zijn naar hem vernoemd. De begrippen Satz an Sich en Wahrheit an Sich spelen een belangrijke rol in zijn wetenschapsleer (Wissenschaftslehre), maar ook in zijn Von der mathematischen Lehrart.

## Familie
Bolzano was de zoon van twee vrome katholieke ouders. Zijn vader, Bernard Bolzano Pompeius, werd geboren in Noord-Italië en emigreerde naar Praag, waar hij trouwde met Maria Cecelia Maurer, de (Duitstalige) dochter van een Praagse koopman. Slechts twee van hun twaalf kinderen overleefden hun kindertijd.

## Carrière
Bolzano begon in 1796 zijn studies aan de Universiteit van Praag. Hij studeerde wiskunde, filosofie en natuurkunde. In 1800 begon hij ook aan een studie theologie. In 1804 werd hij tot priester in de katholieke kerk gewijd. In 1805 werd hij benoemd in de dan pas opgerichte leerstoel van de filosofie van de religie. Hij bleek al snel een populaire docent te zijn, niet alleen in de theologie, maar ook in de filosofie. In 1818 werd hij verkozen tot hoofd van de afdeling filosofie van de Universiteit van Praag. Bolzano vervreemdde veel professoren en kerkelijke leiders van zich met zijn leer van de sociale verspilling van militarisme en de nodeloosheid van de oorlog. Hij drong aan op een totale hervorming van de educatieve, sociale en economische systemen met het doel de Europese naties te leiden naar vrede in plaats van naar gewapende conflicten en oorlogen. Na zijn weigering om deze controversiële overtuigingen te herroepen, werd Bolzano in 1819 ontslagen door de autoriteiten van de universiteit. Zijn politieke overtuigingen (die hij geneigd was met enige frequentie met anderen te delen) bleken uiteindelijk te liberaal te zijn voor de Oostenrijkse autoriteiten. In ballingschap op het platteland wijdde hij zijn energie aan zijn geschriften over sociale, religieuze, filosofische en wiskundige vraagstukken. Hoewel het hem, als onderdeel van zijn ballingschap, verboden was om zijn ideeën te publiceren in gerenommeerde tijdschriften, ging Bolzano door met de uitwerking van zijn ideeën en publiceerde hij deze op eigen titel en ook wel in minder bekende Oost-Europese tijdschriften. In 1842 verhuisde hij terug naar Praag, waar hij in het revolutiejaar 1848 overleed. Bolzano ligt begraven op de Olšany-begraafplaats in Praag.

## Werk
Bolzano's vroege werk Paradoxien des Unendlichen (Paradoxen van het Oneindige)  werd door veel eminente logici die na hem kwamen, waaronder Charles Peirce, Georg Cantor en Richard Dedekind, zeer bewonderd. Bolzano is echter vooral beroemd geworden door zijn  Wissenschaftslehre (Wetenschapsleer) uit 1837, een werk in vier delen dat niet alleen de wetenschapsfilosofie in de moderne zin des woords, maar ook de logica, de epistemologie en de wetenschappelijke pedagogiek behandelde. De logische theorie, die Bolzano in dit werk ontwikkelde wordt als baanbrekend gezien. Andere werken zijn een vierdelig tekstboek over de studie van religie (Lehrbuch der Religionswissenschaft) en het metafysische werk Athanasia, een verdediging van de onsterfelijkheid van de ziel. Bolzano heeft ook waardevol werk verricht in de wiskunde. Totdat Otto Stolz veel van deze vergeten tijdschriftartikelen herontdekte en in 1881 opnieuw uitgaf, was dit wiskundig werk echter zo goed als onbekend gebleven.

## Bolzano'sVon der mathematischen Lehrart: kernbegrippen
Nadat Bolzano de mathematische methode die men aantreft in de leerboeken van zijn tijd (namelijk de mathematische methode die Euclides gebruikt in zijn Elementen) geroemd heeft, merkt hij in de Vorerinnerung van zijn Von der mathematischen Lehrart op dat geen mensenwerk zo volmaakt is dat er geen verbeteringen kunnen worden aangebracht. Deze mathematische methode is dan ook vele malen aangepast en soms ook verbeterd. Bolzano vraagt de lezers dan vervolgens of het hem toegestaan is om zo nu en dan zijn eigen mening over de mathematische methode te hebben. Ook al kan Bolzano geen breedvoerige uiteenzetting geven over de redenen die hij voor zijn mening heeft (dat hoort immers meer in een leerboek over de logica thuis), moet hij toch (naar eigen zeggen) datgene uiteenzetten waardoor hij door zijn lezers begrepen zal worden; namelijk het verschil tussen Sätze en Vorstellungen.

## Sätze (an sich)enVorstellungen (an sich)
Wat Bolzano onder een Satz (Bolzano gebruikt Satz en Satz an sich door elkaar) verstaat is niet datgene wat een grammaticus onder een Satz verstaat, namelijk: de talige uitdrukking (der sprachliche Ausdruck). Volgens Bolzano is een Satz an sich (die hij ook wel een objectieve Satz noemt) louter de betekenis (Sinn) van deze talige uitdrukking en is altijd ofwel waar ofwel onwaar. Het vatten van een Satz in het gemoed van een denkend wezen (de gedachte Satz) en het gevelde oordeel hebben een bestaan (Daseyn), namelijk in het gemoed van degene die deze Satz denkt of een oordeel velt. Echter, de loutere Satz an sich (/objectieve Satz) is niet iets dat bestaat en kan dat ook nooit worden. Het denken aan een Satz, een oordeel dat iets zo of niet zo is, is iets werkelijks, dat op een bepaald tijdstip is ontstaan en ook weer op een bepaald tijdstip zal verdwijnen. Ook de schriftelijke tekens waarmee we een Satz opschrijven zijn iets werkelijks. De Satz zelf is echter op geen enkel moment, op geen enkele plaats voorhanden.
Nu we weten wat Bolzano onder een Satz an sich verstaat kunnen we ook begrijpen wat hij onder een Vorstellung an sich (/objectieve Vorstellung) verstaat. De delen van een Satz an sich, die niet zelf weer hele Sätze zijn, noemt Bolzano Vorstellungen (an sich) of ook wel Begriffe (het onderscheid tussen Vorstellungen (an sich) en Begriffe wordt later in de Von der mathematischen Lehrart verhelderd). Omdat de Satz an sich geen werkelijkheid heeft, hebben de delen van de Satz, de Vorstellungen of Begriffe an sich, ook geen werkelijkheid. De Vorstellung an sich moet daarom van het vatten van haar in het gemoed van een denkend wezen (een subjectieve of een gedachte Vorstellung) onderscheiden worden, want aan gedachte Vorstellungen komt wel degelijk werkelijkheid toe. Om het onderscheid tussen Sätze en Vorstellungen nog begrijpelijker te maken vermeldt Bolzano een hoedanigheid (Beschaffenheit), waardoor Vorstellungen zich van Sätze karakteristiek onderscheiden: Een volledige Satz is altijd ofwel waar ofwel onwaar. Aan louter Vorstellungen komt geen waarheid of onwaarheid toe. Als men spreekt over onware Vorstellungen of Begriffe (bijvoorbeeld een rond vierkant), dan beweert iemand eigenlijk de volgende Satz: Er is zoiets als een rond vierkant.
| Gebaseerd op Von der mathematischen Lehrart (VdmL) §2 | Is altijd ofwel waar ofwel onwaar | Heeft Existenz / Daseyn / Wirklichkeit |
| ----------------------------------------------------- | --- | -------------------------------------- |
| Satz an sich / objectieve Satz                        | Ja | Nee                                    |
| gedachte Satz / subjectieve Satz                      | Ja (hoewel niet expliciet genoemd in §2 van VdmL: Wat Sätze van Vorstellungen onderscheidt is de Beschaffenheit altijd ofwel waar ofwel onwaar te zijn en Bolzano bedoelt hier met Sätze dus waarschijnlijk niet alleen Sätze an sich, maar ook gedachte Sätze) | Ja                                     |
| Vorstellung an sich / objectieve Vorstellung          | Nee | Nee                                    |
| gedachte Vorstellung / subjectieve Vorstellung        | Nee | Ja                                     |

## Wahrheit an sich
Bolzano's definitie (Erklärung) van het begrip Wahrheit an sich: Een Satz is waar wanneer hij datgene beweert (aussagt) wat zijn object toekomt. Wahrheit is een hoedanigheid van Sätze en omdat Sätze niet bestaan, bestaat Wahrheit ook niet.

## Publicaties
- (de)  Betrachtungen über einige Gegenstände der Elementargeometrie (Overwegingen over enige aspecten uit de elementaire meetkunde) zie hier, 1804